# Klampisan (Kandangan)
Klampisan is een bestuurslaag in het regentschap Kediri van de provincie Oost-Java, Indonesië. Klampisan telt 6946 inwoners (volkstelling 2010).